# Saturnia
Saturnia je topliško mesto v Toskani (Italija). Naseljeno je že od antičnih časov dalje. Naselje spada v občino Manciano v provinci Grosetto.

## Geografija
Saturnia se nahaja okrog 40 km severovzhodno od obalnega naselja Orbetello. Blizu vasi se nahaja potok, ki s pretokom okrog 800 litrov na sekundo tvori velike naravne bazene in kaskade. Voda ima visoko vsebino žvepla in ima v povprečju 37 °C. 

## Zgodovina
Saturnia je prejela ime po bogu Saturnu. Po legendi naj bi se Saturn naveličal neprestaih človeških vojn in na zemljo poslal strelo, ki je povzročila čudežni izvir vroče vode in naj bi pomirila človeštvo.
Dioniz iz Halikarnasa uvršča Saturnio med mesta, ki so jih prvi osvojili Pelazgi, nato pa Etruščani. Rimska kolonija se je na tem območju ustalila leta 183 pr. n. št., vendar je o njej znano le to, da je obstajala kot prefektura. Še vedno so vidni ostanki mestnega zidu, zgrajenega v poligonalnem slogu in mestna vrata. Rimski ostanki so bili najdeni tudi v mestu in izven njega (grobnice).  
Leta 1300 je Saturnia postala pribežališče izobčencev, zato jo je vojska Siene zravnala z zemljo. Več stoletij je bila pozabljena, v poznem 19. stoletju pa se je v okolici naselja začel razvijati topliški turizem. Področje v okolici izvira je bilo izsušeno, zgrajena je bila turistična infrastruktura. Saturnia danes vsakodnevno gosti več sto obiskovalcev. 

## Cerkev svete Marije Magdalenea
Cerkev svete Marije Magdalenea je osrednja cerkev v Saturniji. Prvi zgodovinski zapisi, ki se nanašajo nanjo, segajo v leto 1188, današnja zgradba pa je bila prezidana in obnovljena leta 1933. V cerkvi je znamenita freska Marija z otrokom, ki naj bi jo ob koncu 15. stoletja naslikal Benvenuto di Giovanni. 

## Galerija
- Vaški trg
- Rimska vrata na cesti Via Clodia
- Cascate del Gorello, Saturnia